# Schari Buzurg
Schari Buzurg (persisch شہر بزرگ) ist ein Distrikt in der afghanischen Provinz Badachschan. Die Einwohnerzahl beträgt 61.200 (Stand: 2022).
Der Distrikt Schari Buzurg liegt im westlichen Teil der Provinz, östlich der Provinz Takhar und südlich der afghanisch-tadschikischen Grenze. Im Nordosten grenzt er an den Distrikt Yawan, im Osten an den Distrikt Yafta-e Sufla und im Südosten an den Distrikt Argu.
Schari Buzurg sowie die umliegenden und benachbarten Distrikte wurden vom Erdbeben im Hindukusch im Jahr 2005 betroffen. Der Distrikt hat zudem im Winter mit starkem Schneefall und gelegentlichen Lawinen zu kämpfen.